# Oficina Internacional de Exposiciones
La Oficina Internacional de Exposiciones, conocida también como BIE por las siglas de su nombre en francés Bureau International des Expositions, es una organización internacional intergubernamental, con sede en París, Francia, dotada de personalidad jurídica interna e internacional, encargada de vigilar y proveer la aplicación de la Convención relativa a las Exposiciones Internacionales.

## Origen

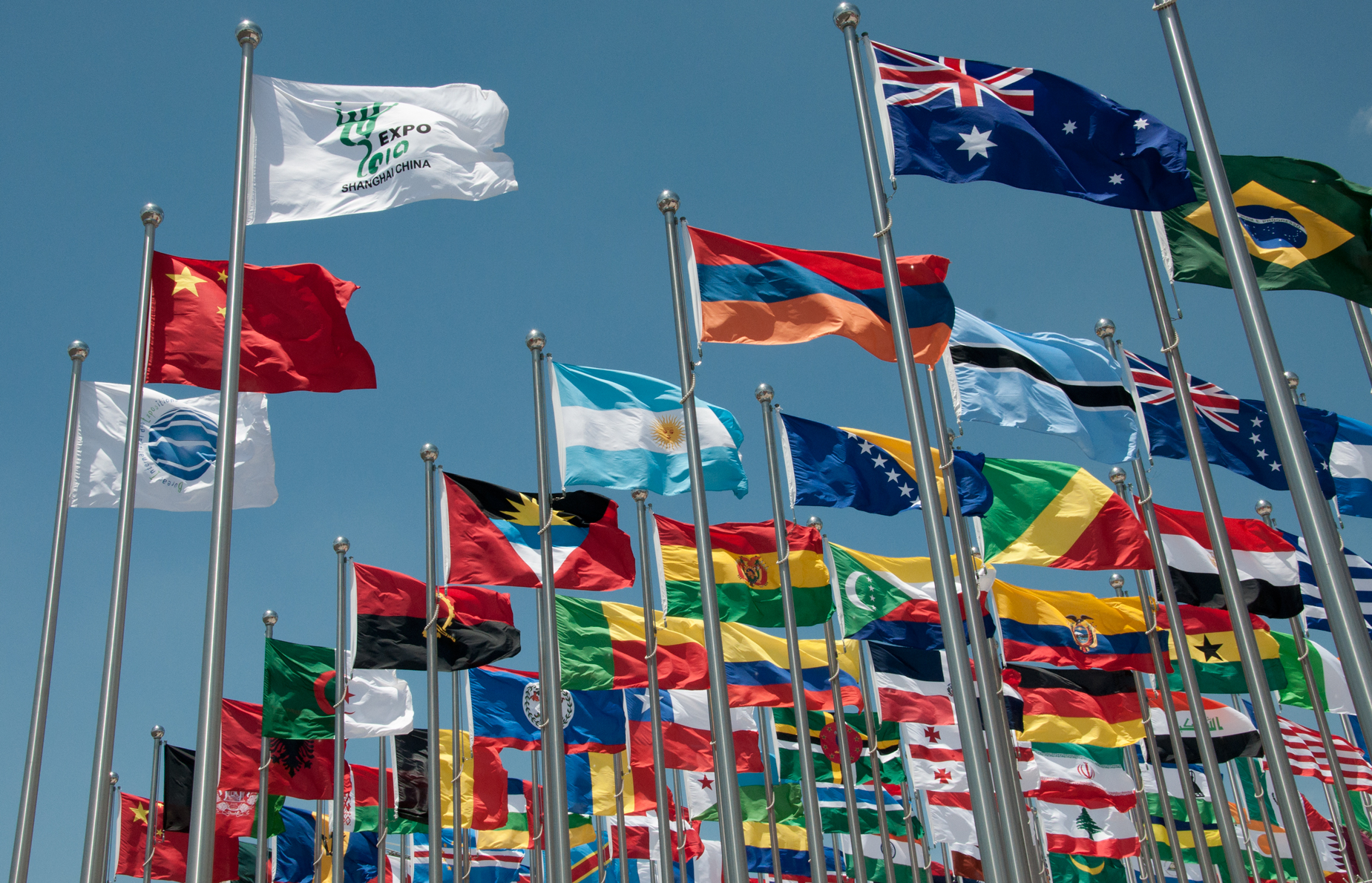
Banderas en la Puerta 6 de la Expo 2010 Shanghái.

La Convención relativa a las Exposiciones Internacionales, del 22 de noviembre de 1928, establece en su artículo 10 la creación de la Oficina Internacional de Exposiciones, la cual quedó instituida en la reunión que convocó el Gobierno de Francia para llevarse a cabo entre los días 17 y 19 de enero de 1931. 
Desde el 20 de mayo de 1931, la Oficina Internacional de Exposiciones quedó bajo la autoridad de la Sociedad de Naciones. Más tarde, cuando ésta desapareció y la Organización de las Naciones Unidas (ONU) ocupó su lugar, la Oficina Internacional de Exposiciones se volvió autónoma.

## Funciones
A grandes rasgos, la Oficina Internacional de Exposiciones se ocupa de todas las exposiciones internacionales que tengan una duración mayor a tres semanas pero menor a seis meses, organizadas oficialmente por un Estado y cuyas invitaciones a otros Estados se hagan llegar por la vía diplomática, con la excepción de las de bellas artes y las de naturaleza esencialmente comercial. La Oficina Internacional de Exposiciones menciona expresamente en su página web que «el BIE no tiene que ver con ferias comerciales y, en efecto, el grado de actividades comerciales en las Exposiciones Internacionales del BIE se regula cuidadosamente».
La Oficina Internacional de Exposiciones, además de las funciones específicas para las que fue creada, ha acumulado conocimiento y experiencia en la preparación y desarrollo de 46 exposiciones internacionales, desde la de Bruselas en 1935 hasta las que han tenido lugar en Zaragoza, en 2008, y en Shanghái, en 2010, y en Yeosu, en 2012, y en Milán, en 2015, y en Astaná, en 2017, y en Dubái, en 2020; así como las que se llevarán a cabo en Osaka, en 2025 y en Belgrado, en 2027.
La membresía de la Oficina Internacional de Exposiciones ha aumentado considerablemente en los últimos años. Al comenzar sus actividades en 1931, contaba solamente con 10 Estados miembros; al 26 de mayo de 2008, el número ha aumentado a 153, 47 de los cuales se adhirieron entre 2004 y 2007, y los 13 más recientes en 2008. A lo largo de la existencia de la Oficina Internacional de Exposiciones, las exposiciones internacionales han recibido a más de 500 millones de visitantes.

## Organización interna

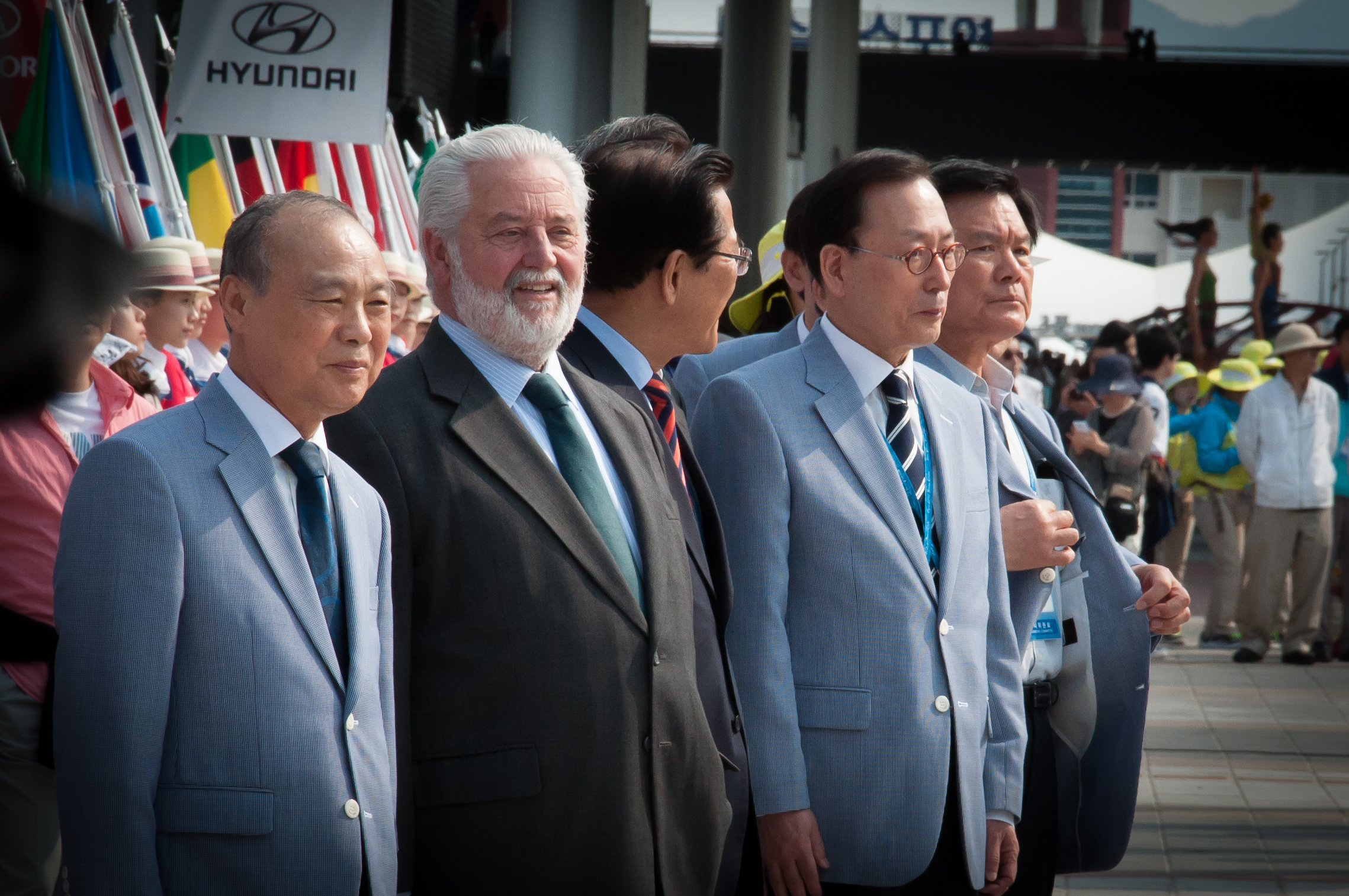
El Dr. González Loscertales, exsecretario General de la Oficina Internacional de Exposiciones, segundo de izquierda a derecha, durante la inauguración de la Expo 2012 Yeosu.

Inicialmente, la Oficina Internacional de Exposiciones contó con un consejo de administración, una comisión de clasificación y un director.
En la actualidad, esta organización internacional está integrada por una Asamblea General que se reúne de manera ordinaria dos veces por año, un presidente, un secretario general (a partir de la 71.ª Asamblea General, que tuvo lugar el 25 de mayo de 1972, la figura de director general se sustituyó por la de secretario general), y cuatro comisiones presididas cada una por un vicepresidente.
- Comisión ejecutiva: Examina las peticiones de registro de exposiciones para someterlas a la consideración de la Asamblea General y resuelve los asuntos que le sean encargados por ésta y que no sean de la competencia particular de las demás comisiones. Está integrada por doce delegados.
- Comisión del reglamento: Analiza y transmite para su aprobación los reglamentos especiales de las exposiciones, crea los reglamentos tipo y establece los reglamentos internos de la Oficina Internacional de Exposiciones. Está integrada por doce delegados.
- Comisión de administración y presupuesto: Controla la gestión, verifica la administración financiera y establece el presupuesto anual de la Oficina Internacional de Exposiciones. Está integrada por nueve delegados.
- Comisión de información: Elabora y publica los boletines de la Oficina Internacional de Exposiciones y estudia las medidas para promover el conocimiento de esta organización internacional. Está integrada por nueve delegados.

## Categorías de exposiciones internacionales

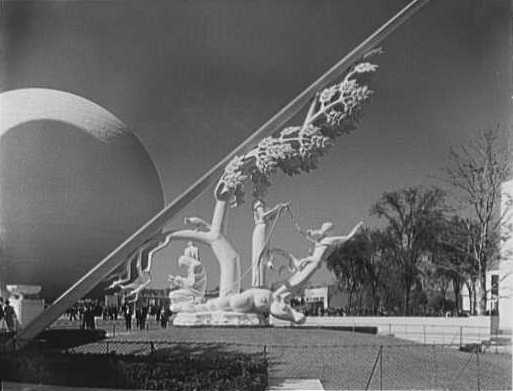
La Perisphere, símbolo de la Exposición General de segunda categoría de Nueva York (1939).

A partir de la entrada en vigor de la Convención relativa a las Exposiciones Internacionales, el 17 de enero de 1931, han existido tres esquemas distintos de clasificación de Exposiciones Internacionales.
Convención relativa a las Exposiciones Internacionales (en vigor del 17 de enero de 1931 al 8 de junio de 1980)
- Exposición General de Primera Categoría
- Exposición General de Segunda Categoría
- Exposición Especializada

Enmienda del 30 de noviembre de 1972 (en vigor del 9 de junio de 1980 al 18 de julio de 1996)
- Exposición Universal
- Exposición Especializada

Enmienda del 31 de mayo de 1988 (en vigor del 19 de julio de 1996 a la fecha)
- Exposición Registrada
- Exposición Reconocida

De acuerdo con la recomendación n.º 1 del Grupo de Trabajo de la Oficina Internacional de Exposiciones, una Exposición Registrada puede denominarse para propósitos de promoción e información como "Exposición Universal" o "Exposición Mundial", y una Exposición Reconocida como "Exposición Internacional".
La Oficina Internacional de Exposiciones reconoce también las exposiciones de horticultura recomendadas por la Asociación Internacional de Productores de Horticultura (International Association of Horticultural Producers, AIPH) y la Trienal de Milán.

## Altos funcionarios en la historia de la Oficina Internacional de Exposiciones

### Presidentes
- Alphonse Dunant (Suiza) 19 de enero de 1931 a 1938.
- Adrien van der Burch (Bélgica) 8 de noviembre de 1938 a 1939.
- Léon Barety (Francia) 1939 a 1950 (no oficial) 2 de mayo de 1950 a 1971.
- Joseph Hamels (Bélgica) 2 de junio de 1971 a 1973.
- Max Troendels (Suiza) 29 de noviembre de 1973 a 1977.
- Patrick Reid (Canadá) 14 de diciembre de 1977 a 1981.
- Cort van der Linden (Países Bajos) 9 de diciembre de 1981 a 1985.
- Jacques Sol-Rolland (Francia) 5 de diciembre de 1985 a 1991.
- Ted Allan (Reino Unido) 12 de diciembre de 1991 a 1993.
- Ole Philipson (Dinamarca) 8 de diciembre de 1993 a 1999.
- Gilles Noghès (Mónaco) 8 de diciembre de 1999 a 2003.[10]
- Jianmin Wu (China) 12 de diciembre de 2003 a 2007.[11]
- Jean-Pierre Lafon (Francia) 27 de noviembre de 2007 a 2011.[12]
- Ferdinand Nagy (Rumania) 23 de noviembre de 2011.[13]
- Steen Christensen (Dinamarca) 25 de noviembre de 2015.[14]
- Choi Jae-chul (Corea del Sur) 27 de noviembre de 2019.[15]

### Directores
- Maurice Isaac 19 de enero de 1931 (la esposa de Maurice Isaac fue directora interina desde el deceso de este durante la Segunda Guerra Mundial hasta 1960)
- Geneviève Marechal 5 de mayo de 1960.
- René Chalon 22 de junio de 1964.[10]

### Secretarios Generales
- René Chalon 25 de mayo de 1972.
- Marie-Hélène Defrene 9 de diciembre de 1981.
- Vicente González Loscertales 11 de junio de 1993.[10]
- Dimitri S. Kerkentzes 1 de enero de 2020.[16]